# Leifers
Leifers ([ˈlaɪ̯fɐs]; italienisch Laives) ist eine Stadt mit 18.659 Einwohnern (Stand 31. Dezember 2024) im Südtiroler Unterland in Italien.
Leifers ist die nach Einwohnern viertgrößte und seit ihrer Erhebung 1985 jüngste der acht Städte Südtirols. Zudem ist sie nach Bozen die Gemeinde mit dem größten Anteil an Einwohnern mit italienischer Muttersprache.

## Geographie

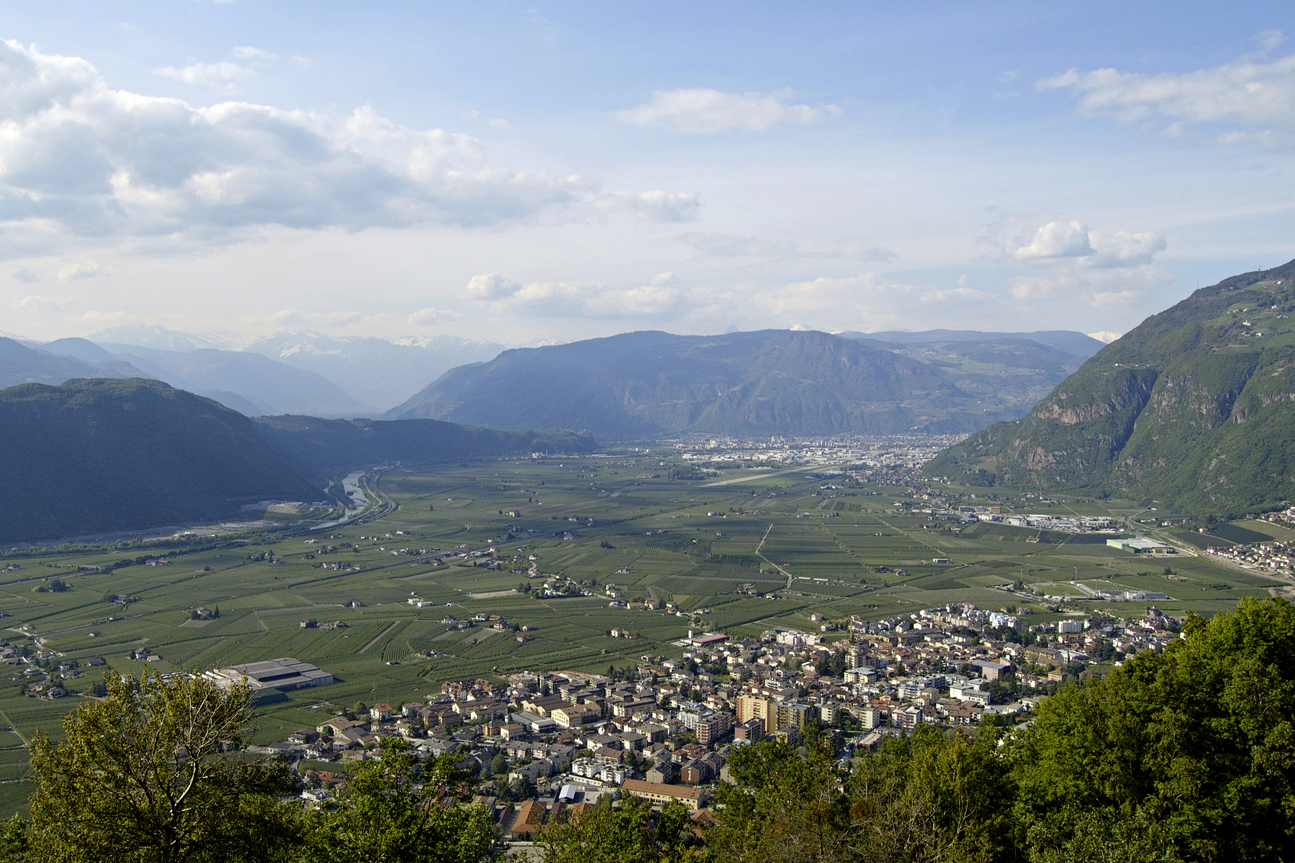
Blick über Leifers (im Vordergrund) nach Norden Richtung Bozen; ganz rechts am Bildrand sind einige Höfe der Bergfraktion Seit erkennbar

Das 24,25 km² große Stadtgemeindegebiet von Leifers erstreckt sich in unmittelbarer Nachbarschaft zur Landeshauptstadt Bozen im Unterland, einem Abschnitt des Etschtals im Süden Südtirols. Das auf dem Schwemmkegel des Brantenbachs gewachsene Stadtzentrum Leifers (230–290 m s.l.m.), die im 20. Jahrhundert entstandene Wohnsiedlung Steinmannwald (230–310 m) und das direkt an der Stadtgrenze zu Bozen im Norden gelegene St. Jakob (240 m) bilden eine Siedlungskette auf der orografisch linken (östlichen) Talseite. Die flachen Talgründe, die intensiv landwirtschaftlich genutzt sind, werden u. a. vom Leiferer Graben und Landgraben entwässert. Im Westen, wo das Gemeindegebiet stellenweise die Etsch und den Mündungsbereich des Eisack erreicht, grenzt Leifers an Pfatten, im Süden an Branzoll. Im Osten erhebt sich das zu den Fleimstaler Alpen gezählte Regglberger Plateau, das von Leifers aus durch das tief eingeschnittene Brantental gegliedert wird und die Gemeindegrenze zu Deutschnofen trägt. Dort finden auf mittelgebirgigen Hängen hoch über der Talsohle die verstreuten Höfe des historischen Viertels Breitenberg (550–850 m) und der Fraktion Seit (620–1090 m) Platz.

## Geschichte
Der Schwemmkegel in Leifers war bereits in der Eisenzeit besiedelt. Bei Bauarbeiten konnten ab den 1980er Jahren die Spuren mehrerer kleinere Siedlungen freigelegt werden, die der Fritzens-Sanzeno-Kultur, deren Angehörige in griechischen und römischen Quellen als Räter bezeichnet werden, aus der Latènezeit zugeordnet wurden. Die ältesten menschlichen Spuren in Leifers gehen sogar bis auf die Mittelsteinzeit zurück. Die Siedlung bestand bis in die Römerzeit. Bei den Grabungen wurden mit Hilfe von Trockenmauern errichtete Terrassen entdeckt, die darauf schließen lassen, dass hier Wein angebaut wurde. Das ebenfalls in der Eisenzeit genutzte Gräberfeld in der Nachbargemeinde Pfatten liegt in Luftlinie sechs Kilometer entfernt.
Auf dem „Peterköfele“ genannten Hügel hinter dem heutigen Stadtzentrum entstand vermutlich in der zweiten Hälfte des 12. Jahrhunderts die Burg Liechtenstein. Die abgesehen von der Kapelle St. Peter heute nur noch in spärlichen Mauerresten erhaltene Anlage wurde wohl bereits im ausgehenden 13. Jahrhundert aufgelassen. Erstmals urkundlich erwähnt wurde der Ort Leifers im Jahr 1237 („Leiuers“). 1288 ist im Tiroler landesfürstlichen Urbar Graf Meinhards II. von Tirol-Görz „in Leiuers“ der „hof bi der Aiche“ verzeichnet. Ab 1333 ist der Herkunftsname „Leiferser“ auch in Bozen bezeugt. Nach der Bozner Landgerichtsordnung von 1487 war Leifers eines der zahlreichen Viertel des Landgerichts Gries-Bozen, dem als Hauptleute die beiden Leiferer Hans Stadler und Ulrich Lochmann vorstanden.
Zu einer Gemeinde wurde Leifers formell im Jahr 1819, stand jedoch weiterhin unter der Aufsicht des Magistratsbezirks Bozen. Erst durch dessen Aufteilung 1849 wurde Leifers (gleichzeitig mit den Gemeinden Gries und Zwölfmalgreien) zu einer Landgemeinde mit relevanten Selbstverwaltungsbefugnissen.
Aufgrund der Niederlage Österreich-Ungarns im Ersten Weltkrieg und des Vertrages von Saint-Germain kam der Ort zusammen mit Südtirol 1920 zum Königreich Italien.
Aufgrund der Nähe zur Stadt Bozen und den günstigeren Wohnangeboten in Leifers zogen in der zweiten Hälfte des 20. Jahrhunderts Tausende Einwohner hierher; das rasche Bevölkerungswachstum führte 1985 zur Erhebung von Leifers zur jüngsten Stadt Südtirols. Die rasche Entwicklung vom landwirtschaftlich geprägten Dorf zur Satellitenstadt machte erhebliche Investitionen in die Infrastruktur nötig.

## Ortsname
Das Toponym Leifers kann auf lateinisch clivaria ‚Abhänge, Ort in Hanglage‘ zurückgeführt werden und geht vermutlich auf die rätische und römerzeitliche Besiedlung des Ortes zurück.

## Demographie

### Einwohnerentwicklung
Die heutige Einwohnerschaft der Stadt kann der Sprache und Herkunft nach in fünf Hauptgruppen unterteilt werden:
- traditionelle deutschsprachige Gruppe
- traditionelle italienischsprachige Gruppe (historische italienischsprachige Minderheit im Südtiroler Unterland, welche vor allem im 19. Jahrhundert aus Welschtirol einwanderte)
- in den letzten Jahrzehnten zugewanderte deutschsprachige Gruppe (vor allem aus dem restlichen Südtirol)
- in den letzten Jahrzehnten (über Bozen) zugewanderte italienischsprachige Gruppe, die zahlenmäßig die bedeutendste ist
- Migranten bzw. Neubürger aus europäischen und außereuropäischen Ländern

| Jahr | Einwohnerzahl |
| ---- | ------------- |
| 1890 | 01848         |
| 1900 | 02513         |
| 1910 | 03040         |
| 1921 | 03192         |
| 1931 | 04363         |
| 1951 | 06208         |
| 1961 | 08403         |
| 1971 | 10154         |
| 1981 | 12577         |
| 1991 | 13707         |
| 2001 | 15095         |
| 2011 | 16933         |

### Sprachgruppen
Leifers ist gemäß den seit 1981 erhobenen Sprachgruppenzugehörigkeitserklärungen bzw. Sprachgruppenzuordnungserklärungen heute eine mehrheitlich italienischsprachige Gemeinde, wobei als Berechnungsgrundlage dieser Prozentwerte allein die gültigen Erklärungen von Personen mit italienischer Staatsbürgerschaft herangezogen wurden.
| Sprache     | 1890    | 1900    | 1910    | 1971    | 1981    | 1991    | 2001    | 2011    | 2024    |
| ----------- | ------- | ------- | ------- | ------- | ------- | ------- | ------- | ------- | ------- |
| Deutsch     | 48,23 % | 64,69 % | 87,74 % | 25,46 % | 31,59 % | 30,16 % | 29,07 % | 27,99 % | 25,16 % |
| Italienisch | 51,77 % | 35,31 % | 12,26 % | 74,42 % | 68,11 % | 69,34 % | 70,42 % | 71,50 % | 74,47 % |
| Ladinisch   |         |         |         | 0,12 %  | 0,30 %  | 0,50 %  | 0,51 %  | 0,51 %  | 0,36 %  |

### Geographische Verteilung
| Jahr              | Leifers | St. Jakob | Steinmannwald | Seit | Gesamt |
| ----------------- | ------- | --------- | ------------- | ---- | ------ |
| 31. Dezember 2019 | 11.776  | 3.669     | 2.568         | 87   | 18.100 |
| 31. Dezember 2020 | 11.816  | 3.662     | 2.575         | 82   | 18.135 |
| 31. Dezember 2021 | 11.930  | 3.700     | 2.540         | 86   | 18.256 |
| 31. Dezember 2023 | 11.932  | 3.785     | 2.562         | 85   | 18.364 |
| 31. Dezember 2024 | 12.003  | 3.900     | 2.616         | 83   | 18.602 |

## Bildung
Die deutschsprachigen Bildungsangebote umfassen auf dem Gemeindegebiet die zwei Grundschulen im Hauptort Leifers und in St. Jakob, sowie die Mittelschule in Leifers. Diese werden von einem Schulsprengel verwaltet, dem auch die zwei Grundschulen der Nachbargemeinden Branzoll und Pfatten angeschlossen sind.
Für die italienische Sprachgruppe gibt es drei Grundschulen im Hauptort Leifers, in Steinmannwald und in St. Jakob, sowie die Mittelschule im Hauptort. Diese sind in einem Schulsprengel zusammengeschlossen, dem auch die Grundschule der Nachbargemeinde Pfatten angehört.

## Politik
Bürgermeister seit 1952:
- Alfred Gerber: 1952–1956
- Ennio Janeselli: 1956–1960
- Eduard Weis: 1960–1964
- Armando Polonioli: 1964–1969
- Orlando Pristerá: 1969–1975
- Carlo Gioia: 1975–1981
- Ruggero Galler: 1981–1993
- Claudio Pasetto: 1993–1998
- Ruggero Galler: 1999–2005
- Giovanni Polonioli: 2005–2010
- Liliana Di Fede: 2010–2015
- Christian Bianchi: 2015–2023
- Giovanni Seppi: seit 2024

## Verkehr
Für den Kraftverkehr ist Leifers in erster Linie durch die SS 12 erschlossen, die das Gemeindegebiet durchquert. Die ursprünglich die Ortszentren der Leiferer Siedlungskerne durchquerende bzw. berührende Straße wurde zwischen 2001 und 2014 in einem Umfahrungsprojekt neu trassiert: 2001–2005 wurde der um St. Jakob herumführende Tunnel verwirklicht, 2007–2009 der Abschnitt bei Steinmannwald talwärts verlegt und 2008–2014 erfolgte der Bau des 2900 Meter langen Umfahrungstunnels für das Leiferer Stadtzentrum.
Die zur Gemeinde gehörenden Flächen an der Etsch erreichen stellenweise die A22, deren nächstgelegene Ein- und Ausfahrt sich in Bozen befindet. Die Brennerbahn verläuft bei Leifers mitten durch die Talsohle und bietet am Bahnhof Leifers eine Zugangsstelle. Der Flughafen Bozen liegt teilweise auf Leiferer Gemeindegebiet. Zudem führt die Radroute 1 „Brenner–Salurn“ an Leifers vorbei.
Leifers war bis 1948 durch die Straßenbahn Bozen an die Landeshauptstadt angebunden.

## Sehenswürdigkeiten
- St. Jakob in der Au, spätromanisch-gotischer Kirchenbau und alte Pfarrkirche von St. Jakob
- Neue Pfarrkirche Leifers: Ein besonderes Wahrzeichen der Stadt Leifers ist der im Jahr 2004 nach Entwurf der Meraner Architekten Höller & Klotzner errichtete Zubau zur alten Kirche.[21] Die alte Kirche wurde aber nicht abgerissen, sondern an der Nordwand an drei Stellen (wo sich früher zwei Beichtstühle und der Seiteneingang befanden) geöffnet. Das neue Kirchenschiff wurde im 90-Grad-Winkel angebaut. Der Kirchturm stammt aus dem Jahr 1250, die Kirche wird 1386 in einer Urkunde erstmals schriftlich erwähnt. Seit 1787 steht in der Leiferer Pfarrkirche das Weißensteiner Gnadenbild, eine 16 cm hohe Pietà aus Alabaster.
- Kapelle St. Peter am Köfele: Die in ihren Ursprüngen hochmittelalterliche Kapelle auf dem „Peterköfele“ hoch über Leifers war einst Teil der weitgehend abgegangenen Burg Liechtenstein. Burg und Kapelle lagen an der alten Wegeverbindung auf den östlich vorgelagerten Bergrücken des Regglbergs (ehemaliges Gericht Deutschnofen). Die historischen Kirchenrechnungen von St. Peter aus den Jahren 1542–1818 werden vom Stadtarchiv Bozen unter der Signatur Hss. 940–1002 verwahrt.[22]

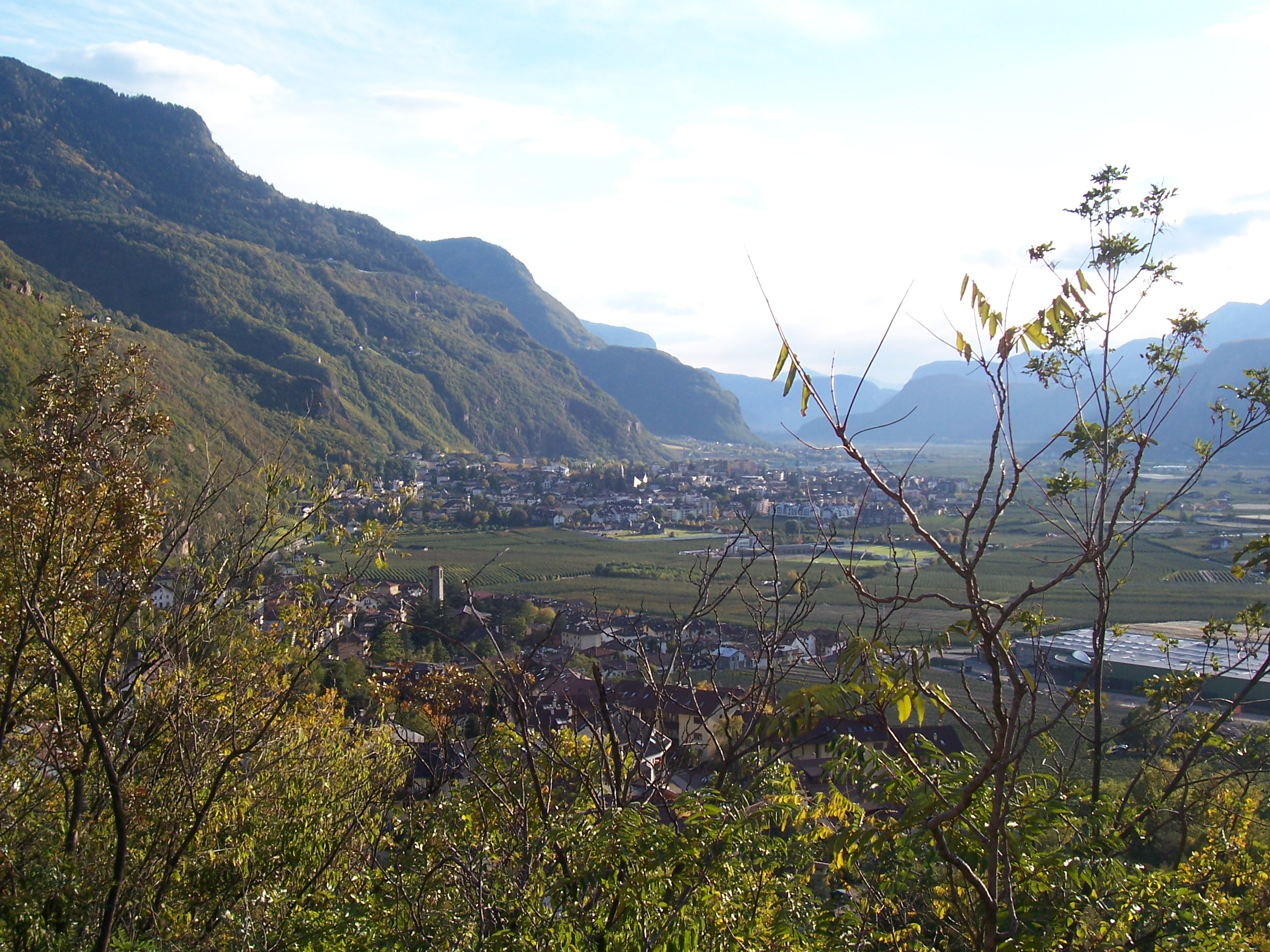
Ansicht von Leifers und Steinmannwald
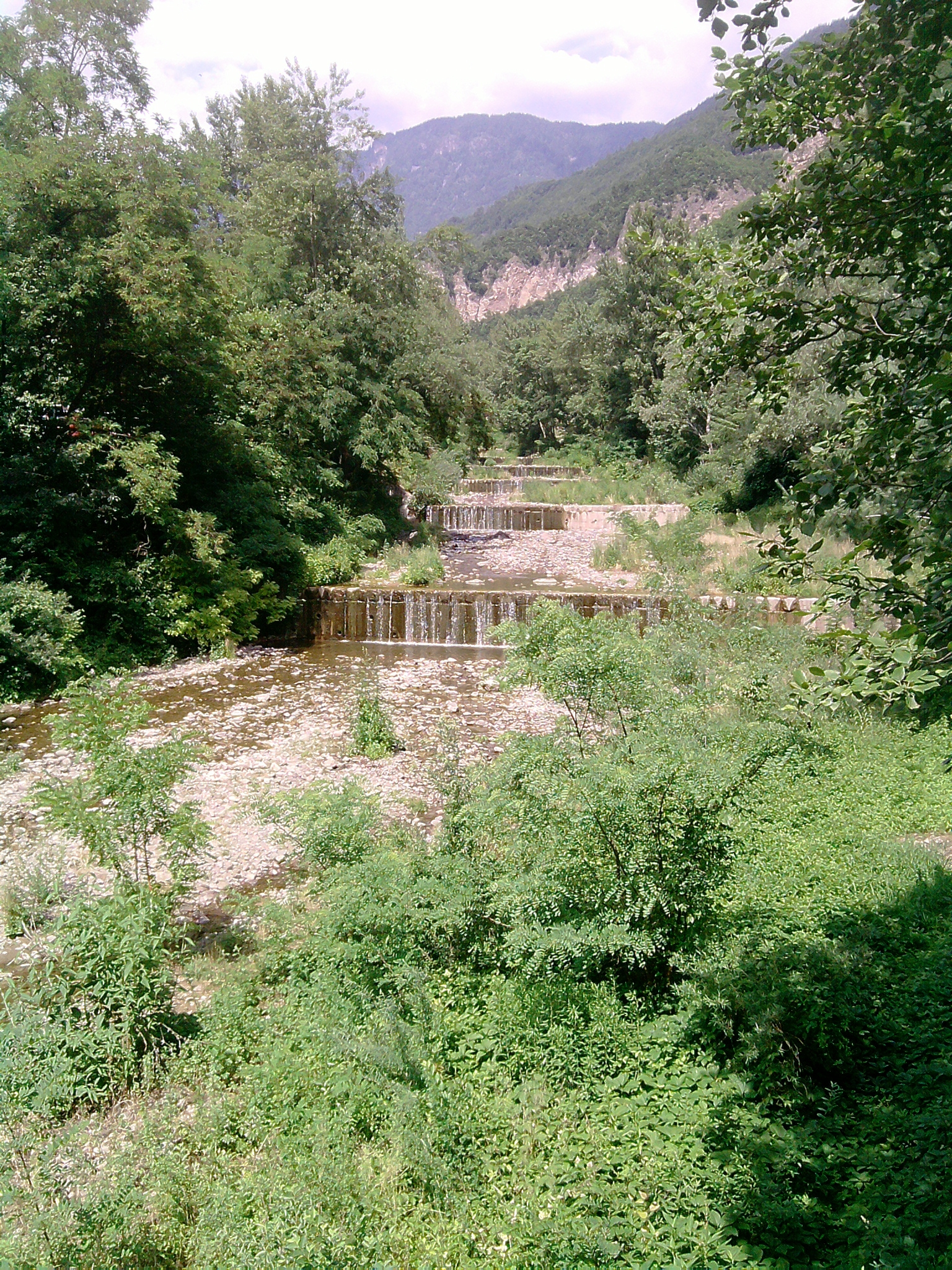
Der Brantenbach
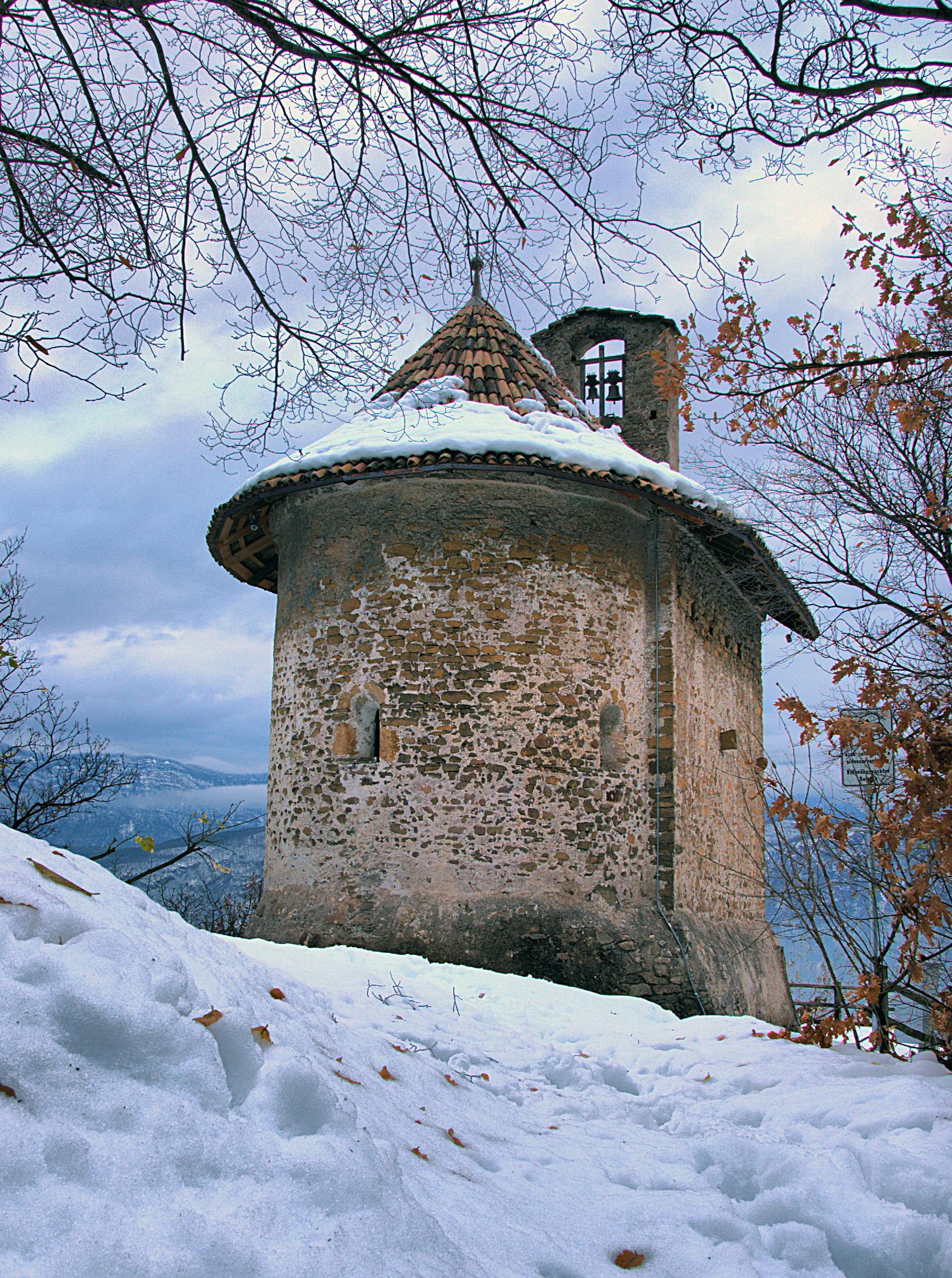
Wahrzeichen von Leifers, die Kapelle St. Peter am Köfele
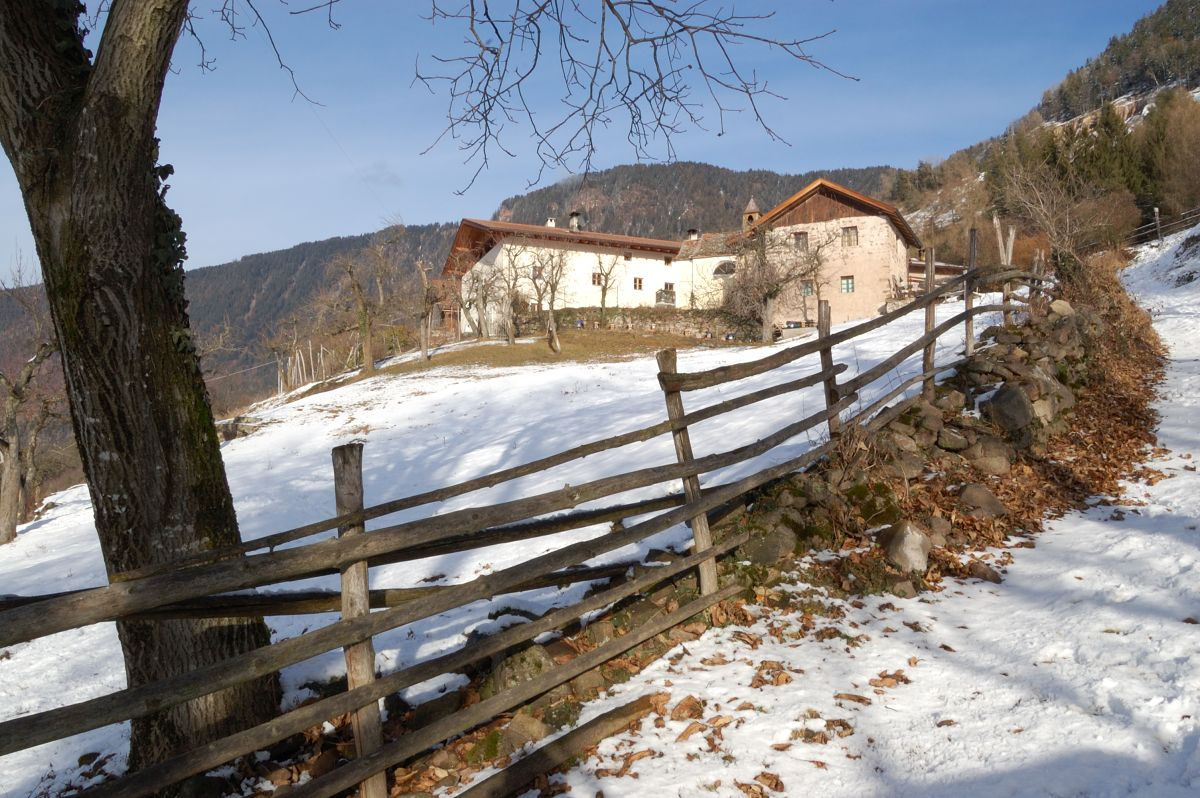
Der Untersteiner-Hof auf dem Breitenberg
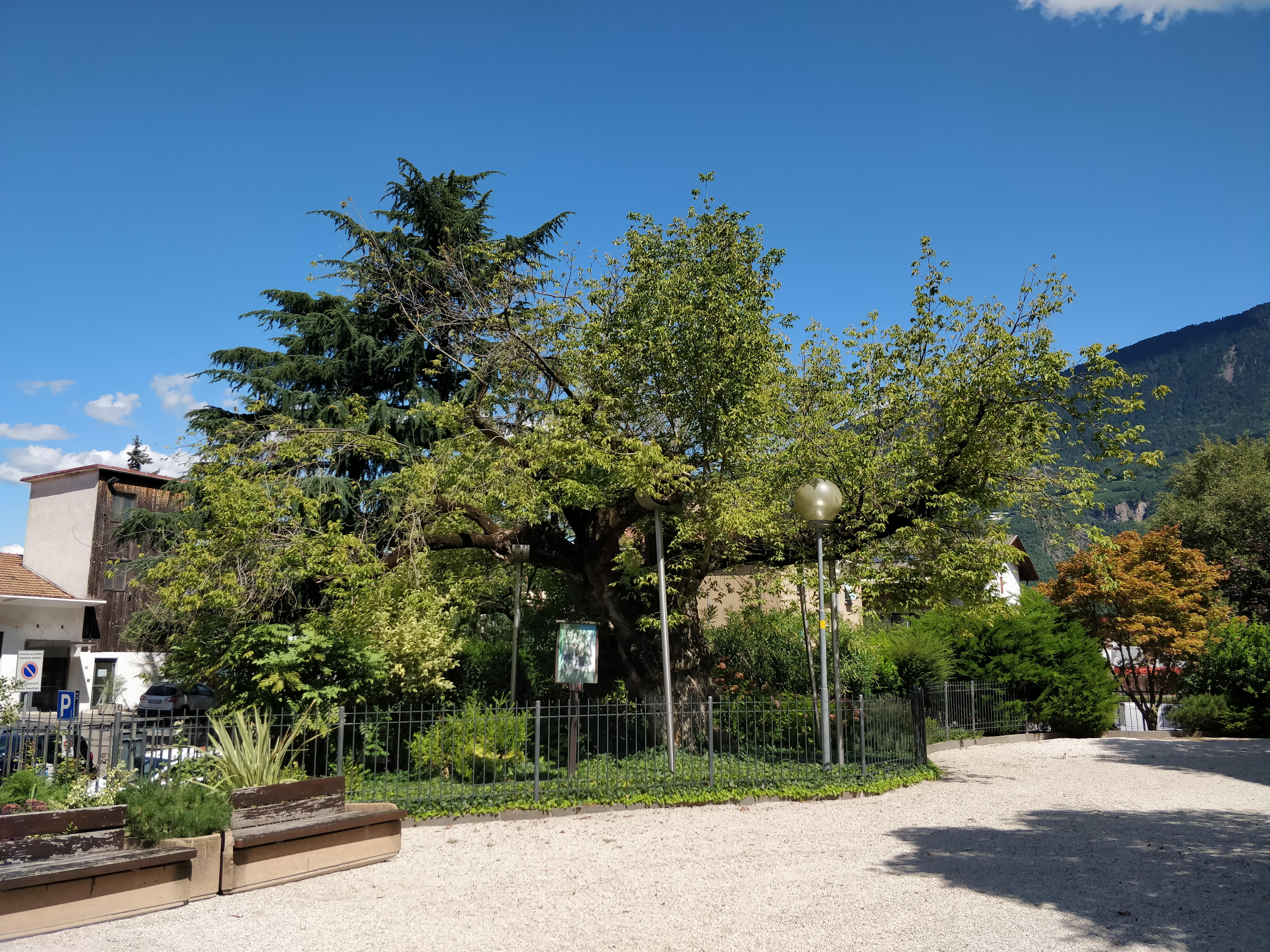
Naturdenkmal: Eschen-Ahorn bei der Pfarrkirche
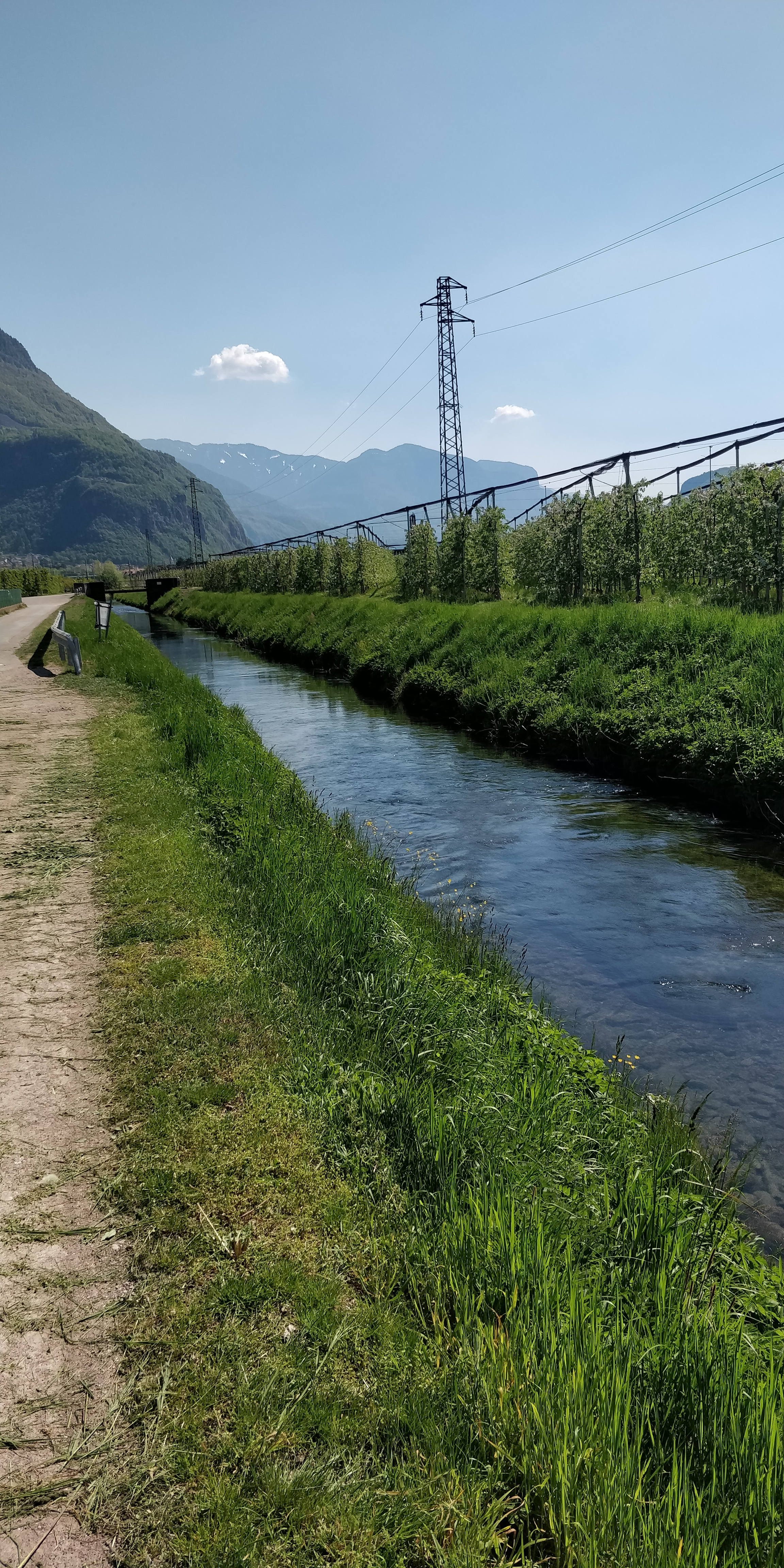
Leiferer Graben

## Persönlichkeiten
- Joachim Dalsass (1926–2005), Politiker
- Hans Lunger (1938–2022), Politiker
- Reinhard Dallinger (* 1950), Zoologe
- Matteo Bianchi (* 2001), Radsportler – in Leifers aufgewachsen